# Hashimoto-thyreoiditis
A Hashimoto-thyreoiditis (lymphocytás vagy autoimmun thyreoiditis) autoimmun betegség, amely a pajzsmirigy krónikus és fájdalommentes gyulladásához és végeredményben pusztulásához vezet. A folyamat ma még gyógyíthatatlan, de levotiroxinnal kezelhető. A betegséget az immunrendszer hibás működése okozza. A nevét Hasimoto Hakaru (1881–1934) japán orvosról kapta, aki 1912-ben először írta le a betegséget.

## Beosztás
Két típus ismert:
- a Hashimoto-thyreoiditis (autoimmunthyreopathia-típus 1A és 2A), amely a pajzsmirigy megnagyobbodásával (hypertrophia) (lásd struma) jelentkezik.
- az Ord-thyreoiditis (autoimmunthyreopathia-típus 1B és 2B), amely a pajzsmirigy elsorvadásával (atrophia) jár. Ez a forma William Miller Ordról kapta a nevét, aki a betegséget 1878-ban először leírta.[3] Európában ez a forma az elterjedtebb.

Mivel a tünetek, a diagnosztika, a terápia, a betegség lefolyása és a prognózis mindkét típusban ugyanaz, valamint a két forma a betegség lefolyása során egymásba átalakulhat, a két forma elkülönítésének csak orvostörténeti jelentősége van. Ma a betegséget egy néven Hashimoto-thyreoiditisnek nevezzük.

## Okai
A betegséget az immunrendszer, ezen belül a T-limfociták hibás működése okozza. A fehérvérsejtek a betegség során pajzsmirigysejtekben található fehérjék ellen (például tireoperoxidáz, illetve tireoglobulin) antitesteket termelnek, aminek következtében az immunrendszer a pajzsmirigysejteket idegennek fogja fel és elpusztítja. A betegség során ezek az antitestek a vérből kimutathatók. A pontos faktorok, amelyek Hashimoto-thyreoiditis kialakulásához vezetnek, még nem teljesen ismertek. A betegség családon belül való halmozódása genetikai tényezőket feltételez. Ismert rizikótényezők továbbá a stressz, vírusfertőzések, mellékvese-betegségek, és környezeti hatások. Vitatott a túlzott jódbevitel betegséget okozó hatása.
Ez visszavezethető a csernobili atomkatasztrófához. Megnövekedett a pajzsmirigy-daganatosok és az autoimmun pajzsmirigy betegek száma.
Főként az 1970–1988 között született nőket érinti a betegség. Gyógyszert kell szedniük a súlyos egészségkárosodásuk miatt. Gyógyszernek egyes személyeknél komoly mellékhatása van a szívre.[forrás?]

## Gyakoriság, előfordulás
A Hashimoto-thyreoiditis az egyik leggyakoribb autoimmun betegség, valamint a primer pajzsmirigy-alulműködés leggyakoribb kiváltó oka. Az európai lakosság 1-2%-át érinti, 6-8% szubklinikai tüneteket mutat (látens hypothyreosis). Egy amerikai felmérés a lakosság 10%-ánál emelkedett antitestszintet talált, 5%-ánál látens (szubklinikai) pajzsmirigy-alulműködést, 0,3%-ánál tényleges betegséget (alulműködést klinikai tünetekkel). Európai tanulmányok körülbelül hasonló előfordulást mutatnak. Nők gyakrabban betegszenek meg, mint férfiak (kb. 8-10:1 arányban). A betegségre való hajlam öröklődik, amint ez látható is a családokban való halmozódásból, de ez nem jár minden esetben a betegség kialakulásával. Ismert, hogy a Hashimoto-thyreoiditis kialakulása gyakran hormonális változással (pubertás, szülés, menopauza) vagy stresszel függ össze.

## Tünetek, lefolyás
A betegség lefolyása során pajzsmirigy-alulműködés (hypothyreosis) alakul ki, habár a betegség kezdeténél a gyulladás következtében átmenetileg pajzsmirigy-túlműködés (hyperthyreosis) is kialakulhat, ami a terápia (L-Thyroxin) beállítását ebben a szakaszban igen nehézzé teheti. A betegség ma még nem gyógyítható, ha a specifikus antitestek kimutathatók, a pajzsmirigy elpusztulása előbb-utóbb bekövetkezik.
A pajzsmirigy-alulműködés tünetei:
- alacsony testhőmérséklet
- hidegérzékenység, fázás
- ödéma (vizenyős duzzanatok leggyakrabban a szemhéjakon, az arcon és a végtagokon)
- „gumó a torokban” érzés, nyomásérzés a nyakban vagy nyakon, fojtogatásérzés
- gyakori krákogás, köhécselés, magas hang (hangszálödéma)
- depresszió, motivációszegénység, pánikrohamok
- izomgyengeség, izomgörcsök
- száraz, törékeny bőr, viszketés, a beteg alig, vagy egyáltalán nem izzad
- száraz nyálkahártya
- törékeny haj és köröm
- erős hízás
- emésztési zavarok, székrekedés
- libidócsökkenés
- menstruációs zavarok
- ízületi fájdalmak
- koncentrációzavar
- fáradtság
- memóriazavar
- vas és B12 vitamin felszívódási zavar

A kezdeti fázisban, amely évekig is tarthat, pajzsmirigy-túlműködési tünetek is jelentkezhetnek:
- idegesség
- ingerlékenység
- nyugtalanság
- kézremegés
- alvászavar
- izzadás
- meleg, nedves bőr
- farkaséhség és szomj
- jó étvágy melletti fogyás
- hasmenés
- menstruációs zavarok

A tünetek sokszínűek, lassan alakulnak ki, a betegség kezdeti szakaszában nehezen besorolhatók, valamint a testi tünetek mellett egy sor pszichés tünet is jelentkezhet (depresszió, pánik). Mindezek következtében a beteget gyakran hypochondernek tartják. Gyakori orvosi hiba még, hogy az egyes tünetek tüneti kezelése történik, nem ritkán egy sor gyógyszerrel, anélkül, hogy a pajzsmirigyfunkciót kivizsgálnák. Alulműködési tünetek felléphetnek a betegség szubklinikai stádiumában is (amikor definíció szerint a pajzsmirigyfunkció még normális), mert az individuális érzékenység sokkal variábilisabb, mint a statisztikailag megadott határértékek.

## Diagnózis
A Hashimoto-thyreoditis diagnózishoz  az alábbi antitestek vizsgálata szükséges:
- Anti-TPO (antitest a tireoperoxidáz ellen)
- Anti-TG (antitest a tireoglobulin ellen)

A Hashimoto-thyreoditis diagnózist az emelkedett Anti-TPO szint igazolja (az Anti-TG emelkedésével vagy anélkül). Jóval ritkábban emelkedik csak az Anti-TG szint.
Az antitestek többszöri kontrollálása értelmetlen, hiszen a betegség folyamata nem állítható meg. Egyszeri kimutatás a Hashimoto-thyreoditis jelenlétére utal.
A diagnózis felállításához fontos továbbá a pajzsmirigy ultrahangvizsgálata. Az ultrahangkép tipikusan inhomogén és echoszegény, ami a folyamatban lévő szövetpusztulást mutatja. Ultrahangvizsgálattal megállapítható a pajzsmirigy mérete, mely a folyamat előrehaladásával csökken.
A betegség kezdeti szakaszában nehéz lehet különbséget tenni a Hashimoto-thyreoiditis és a morbus Basedow (a pajzsmirigy autoimmun betegsége, mely pajzsmirigy-túlműködéshez vezet: autoimmunthyreopathia-típus 3) között, mivel a kezdeti szakaszban Hashimoto-thyreoiditisben is lehet átmeneti túlműködés. Ebben az esetben szcintigráfia segítheti a differenciáldiagnosztikát.

## Kezelés
A Hashimoto-thyreoiditis ma még nem gyógyítható, azaz a pajzsmirigysejtek pusztulása nem állítható meg. Ellenben a betegség kezelhető. A terápia a pajzsmirigyhormon(ok) pótlásával (szubsztitúciójával) történik. Mivel a pajzsmirigyszövet a hormonokat már nem, vagy már nem kellő mértékben tudja előállítani, a hormonokat pótolni kell.
A szubsztitúció az alábbi pajzsmirigyhormon-készítményekkel zajlik:
- Levothyroxin, vagy L-thyroxin (= T4) tabletta
- T4 és T3 kombináció tabletta

Jódot Hashimoto-thyreoiditisban nem szabad pótolni, mert a túlzott jódbevitel a pajzsmirigygyulladást serkentheti.
Habár jóval gyengébb a hatása mint a T3-nak, a kezelés általában L-thyroxinnal (T4) zajlik. A T4 a sejtekben ugyanis T3-má alakul és a felezési ideje sokkal hosszabb mint a T3-é. Fontos, hogy a thyroxin bevétele reggel, éhgyomorra, legalább 30 perccel a reggeli előtt történjék, különben a hormon felszívódása nem teljes és a dózis beállítása nehéz (különösen tejtermékek, kalcium-tartalmú élelmiszerek csökkenthetik a felszívódást). A dózis beállítása a TSH, fT3 és fT4 laborértékek alapján történik, melyeket a bevett tiroxinnal normalizálni kell. A laborértékeket rendszeresen ellenőrizni kell, mert idővel betegség lefolyásában változások történhetnek, melyek újabb dózisbeállítást igényelnek. Dózisváltoztatás után 6-8 hétnek kell eltelnie az újabb kontrollig, mert a rendszernek ennyi időre van szüksége az adaptálódáshoz. A sikeres beállítás több hónapig is eltarthat, melynek során sok türelemre van szükség. Minél később kezdődik a terápia, annál hosszabb ideig tart és nehezebb a megfelelő dózis beállítása. A betegség lefolyására jellemzőek a hullámzások, melyekre mind a páciensnek, mind környezetének és orvosának fel kell készülnie.
A betegség gyakran különböző nyomelemek hiányához vezet. Emiatt fontos lehet a vas, magnézium, cink, szelén és vitaminok (B6, B12) bevitele.

## Kísérőbetegségek
Hashimoto-betegek hajlamosabbak további autoimmun betegségekre (például morbus Addison, 1-es típusú diabetes, sarcoidosis, Crohn-betegség, krónikus fekélyes vastag- és végbélgyulladás (colitis ulcerosa), vitiligo, rosacea, lupus erythematosus, retroperitonealis fibrosis). Hashimoto-thyreoiditis okozhat terméketlenséget. A magas TSH-szint, mivel a TSH hasonlít a PRH-hoz (Prolaktin Releasing Hormone), prolaktin-túltermelést okozhat, mely az ovulációt gátolhatja.